# Wilhelm Frerker
Wilhelm Frerker (né le 9 février 1859 à Ankum près d'Osnabrück et mort le 26 décembre 1945 à Rheine) est un maître boulanger catholique à Rheine et membre du Zentrum.

## Biographie
Frerker étudie à l'école de formation élémentaire et supérieure à Ankum avant de terminer un apprentissage de boulanger dans l'entreprise de son père et de devenir compagnon à Brême. De 1873 à 1876, il fait son service militaire. À partir de 1891, Frerker est maître boulanger indépendant à Rheine, à partir de 1897 président de la guilde des boulangers de Rheine, et plus tard même maître honoraire. Frerker est membre du conseil d'administration de la Chambre des métiers de Münster et de l'Association des artisans westphaliens-lippiens. À partir de 1901, il est conseiller municipal à Rheine et à partir de 1908 échevin. Il est président du club de guerre de Rheine et membre de divers organes de direction du Zentrum.
Frerker est député du Reichstag de janvier 1912 à novembre 1918 en représentant la 4e circonscription de Münster (Lüdinghausen-Warendorf-Beckum). Il est également membre de l'Assemblée nationale de Weimar de janvier 1919 à juin 1920, élu dans la 17e circonscription (districts administratifs de Minden, Münster et Lippe).